# جاكسون غروس
جاكسون غروس (بالهولندية: Jackson Gross)‏ (4 نوفمبر 1978 - ) هو لاعب كرة قدم هولندي في مركز الدفاع. شارك مع منتخب أروبا لكرة القدم.

## وصلات خارجية
- جاكسون غروس على موقع الاتحاد الدولي (مؤرشف)  (الإنجليزية)
- جاكسون غروس على موقع ناشيونال فوتبول تيمز (الإنجليزية)